# TC Cuadernos
TC Cuadernos, también conocida como Tribuna de la Construcción o Cuadernos TC, es una revista española de arquitectura y urbanismo que se publica desde 1992.
Bajo el mismo sello se publican otros libros de variada temática y monografías de arquitectos.

## Características
Publicación basada en España, de carácter internacional, que publica en español e inglés con periodicidad bimensual. Se centra en el urbanismo y la arquitectura contemporánea, y cada número aborda la trayectoria de un equipo de arquitectos sobresaliente, seleccionando sus proyectos más destacados y atendiendo al desarrollo del proceso constructivo, al que se aporta documentación gráfica, fotografías y donde destacan los detalles constructivos.
- Edita: General Ediciones de Arquitectura
- ISSN 1136-906X[3]
- Periodicidad: Bimensual
- Formato: 230 x 297 mm.
- Encuadernación: Rústica
- Papel interior: Couché mate 135 gr.
- Impresión: Offset
- Idioma: Castellano/Inglés

## Premios
- Premio Especial "Aportación a la Arquitectura", 2001-2002, concedido por el Colegio de Arquitectos de la Comunidad Valenciana.
- Premio FIERA VI, 2015, concedido por la Feria Internacional de Editoriales y Revistas de Arquitectura.
- Premio FAD Pensamiento y crítica ex aequo en su edición 2018 por el libro La recherche patiente. Le Corbusier 50 años.
- Premio de la XIII Bienal Española de Arquitectura y Urbanismo por el libro Vivienda colectiva en España siglo XX.